# Pugnum
Das Pugnum (lateinisch) war ein römischer Schild.

## Beschreibung und Verwendung
Das Pugnum war ein kleiner Faustschild, der äußerlich dem im Mittelalter verwendeten Buckler ähnelte. Er war aus Holz und mit Leder überspannt. In der Mitte hatte er einen Schildbuckel, der mit einer Spitze versehen war, die eine gefürchtete Schlagwaffe darstellte. Im Vergleich zu anderen schwereren oder größeren Schilden hatte der Krieger mit dem Pugnum wesentlich mehr Bewegungsfreiheit.

## Geschichte
Das Pugnum kam in Italien im 1. Jahrhundert v. Chr. auf. Er wurde zunächst von leichtbewaffneten Söldnern und Banditen verwendet, die sich eine bessere Ausrüstung nicht leisten konnten. Hauptsächlich wurde dieser Schild allerdings von Gladiatoren bei ihren Zweikämpfen in der Arena genutzt.